# NGC 6134
NGC 6134 is een open sterrenhoop in het sterrenbeeld Winkelhaak. Het hemelobject werd op 10 mei 1826 ontdekt door de Schotse astronoom James Dunlop.

## Synoniemen
- OCL 968
- ESO 226-SC9